# Bo Helleberg
Bo Helleberg (ur. 24 czerwca 1974 w Viborg) – duński wioślarz.

## Osiągnięcia
- Mistrzostwa Świata – Lac d’Aiguebelette 1997 – ósemka – 1. miejsce[1].
- Mistrzostwa Świata – Mediolan 2003 – dwójka bez sternika wagi lekkiej – 1. miejsce[1].
- Mistrzostwa Świata – Gifu 2005 – dwójka bez sternika wagi lekkiej – 1. miejsce[1].
- Mistrzostwa Świata – Monachium 2007 – czwórka bez sternika wagi lekkiej – 6. miejsce[1].